# La Trinité-de-Réville
La Trinité-de-Réville település Franciaországban, Eure megyében. Lakosainak száma 244 fő (2022. január 1.).

## Népesség
A település népességének változása:
| Lakosok száma | 256  | 233  | 190  | 235  | 248  | 242  | 239  | 237  | 236  | 244  |
|               | 1968 | 1982 | 1990 | 2006 | 2013 | 2015 | 2017 | 2019 | 2020 | 2022 |